# The Minute Man
The Minute Man er en skulptur fra 1874 af Daniel Chester French. Den ligger i Minute Man National Historical Park i Concord, Massachusetts, og viser en minuteman ved Slaget ved Concord, en del af Den Amerikanske Uafhængighedskrig. Efter omfangsrig research af French blev statuen skabt mellem 1871 og 1874. Oprindeligt var det meningen, at den skulle være lavet af sten, men det blev skiftet til bronze. The Minute Man blev støbt af kanoner taget fra Amerikas Konfødererede Stater under Den Amerikanske Borgerkrig og blev afsløret i 1875 ved hundredårsfejringen af Slaget ved Lexington og Concord.

## Historie

### Skabelse
Statuen blev bygget for at fejre hundredårsjubilæet af Slaget ved Lexington og Concorde. I modsætning til tidligere monumenter skulle den placeres på slagets egentlige lokation.
I 1871 fik French til opgave at skabe The Minute Man baseret på en lille statue. The Minute Man var Frenchs første værk i fuld størrelse; tidligere havde han produceret en buste af sin far, Henry F. French, og en anden statue.
French foretog forskning for The Minute Man ved at studere pulverhorn og knapper fra æraen. Ifølge Harold Holzer "ville der være en række unge kvinder uden for hans studie klar til at vise ham deres påståede koloniale artefakter" for at hjælpe ham med hans forskning, fordi French var en flot mand. I 1873 blev hans lermodel af statuen accepteret af statueudvalget. Samme år blev statuens materiale skiftet fra sten til bronze. Miniatureversionen af statuen vandt en lokal kunstkonkurrence i september 1873, omend figurens position var "akavet stiv", hvorfor dens positur blev gjort mere naturlig i forstørrelsesprocessen ved hjælp af modeller. I september 1874 var statuen færdig, og en gipsversion af lerstatuen blev sendt til Ames Manufacturing Works. Statuen blev støbt i bronze med metal fra 10 af Amerikas Konfødererede Staters kanoner.

### Afsløring
The Minute Man blev afsløret i 1875 under hundredårsfejringen af Slaget ved Lexington og Concord. Under afsløringen var der i publikum højtstående personer som Ulysses S. Grant og Ralph Waldo Emerson. French rejste dog til Italien for at studere billedhuggerkunst i 1874 og var ikke til stede. Steve Maas fra Boston Globe foreslår, at French undgik fejringen, i tilfælde af at statuen blev nedgjort af samtidige kritikere.